# 今日もオカリナを吹く予定はない
『今日もオカリナを吹く予定はない』（きょうもオカリナをふくよていはない）は、原田源五郎による日本のライトノベル。イラストはx6sukeが担当。第3回小学館ライトノベル大賞ガガガ文庫部門優秀賞受賞作。ガガガ文庫（小学館）より2009年7月から2010年6月まで刊行された。

## あらすじ
無所属だった俺（エビマヨ）はある日クラスメイトの井波に見込まれオカルト大好きオカリナ部に入部させられ、正体不明の敵「死角」打倒を目指している。これといってオカリナを吹く予定はない。

## 登場人物

### 見る目がある人達
エビマヨ
高校2年生。オカリナ部部員。目立たないことを望んでいるむっつりスケベ。
井波（いなみ）
高校2年生。エビマヨのクラスメイトにしてオカリナ部部長。容姿はちっちゃくて可愛く、超マイペースな性格。
藤村清菜（ふじむら きよな）
高校1年生。オカリナ部部員。少佐の妹。美少女でスタイルがいい。性格は天然。あだ名はのりりん。
少佐（しょうさ）
高校2年生。常時サングラスをかけている。あだ名は中島。シャア少佐の名言が口癖。
師匠（ししょう）
井波の師匠。お酒が大好きな巨乳。

## 用語
オカリナ部
どこをどう略したかオカルト大好き部の正式名称。
死角
一般人には視認できない人間の寿命を吸い取る敵。『見る目がある』オカリナ部の宿敵。

## 既刊一覧
- 原田源五郎（著） / x6suke（イラスト） 『今日もオカリナを吹く予定はない』 小学館〈ガガガ文庫〉、全3巻
  1. 2009年7月17日発売[2]、ISBN 978-4-09-451147-5
  2. 2010年1月19日発売[3]、ISBN 978-4-09-451181-9
  3. 2010年6月18日発売[4]、ISBN 978-4-09-451213-7